# Готична архітектура Львова

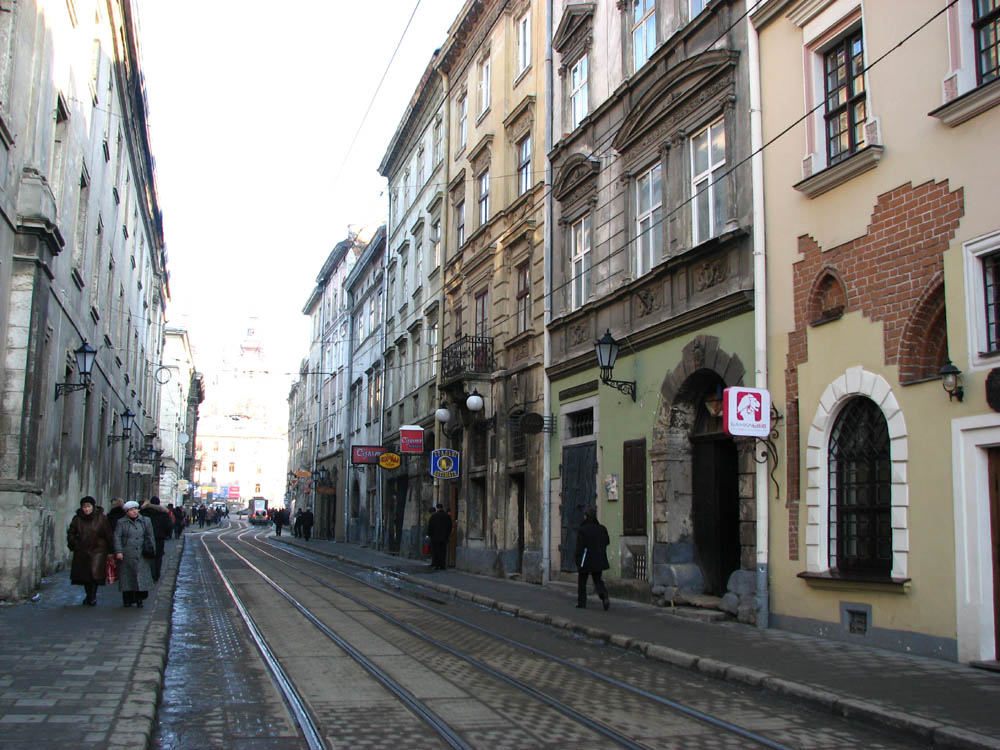
Зондаж із слідами готичної кам'яниці на вулиці Руській

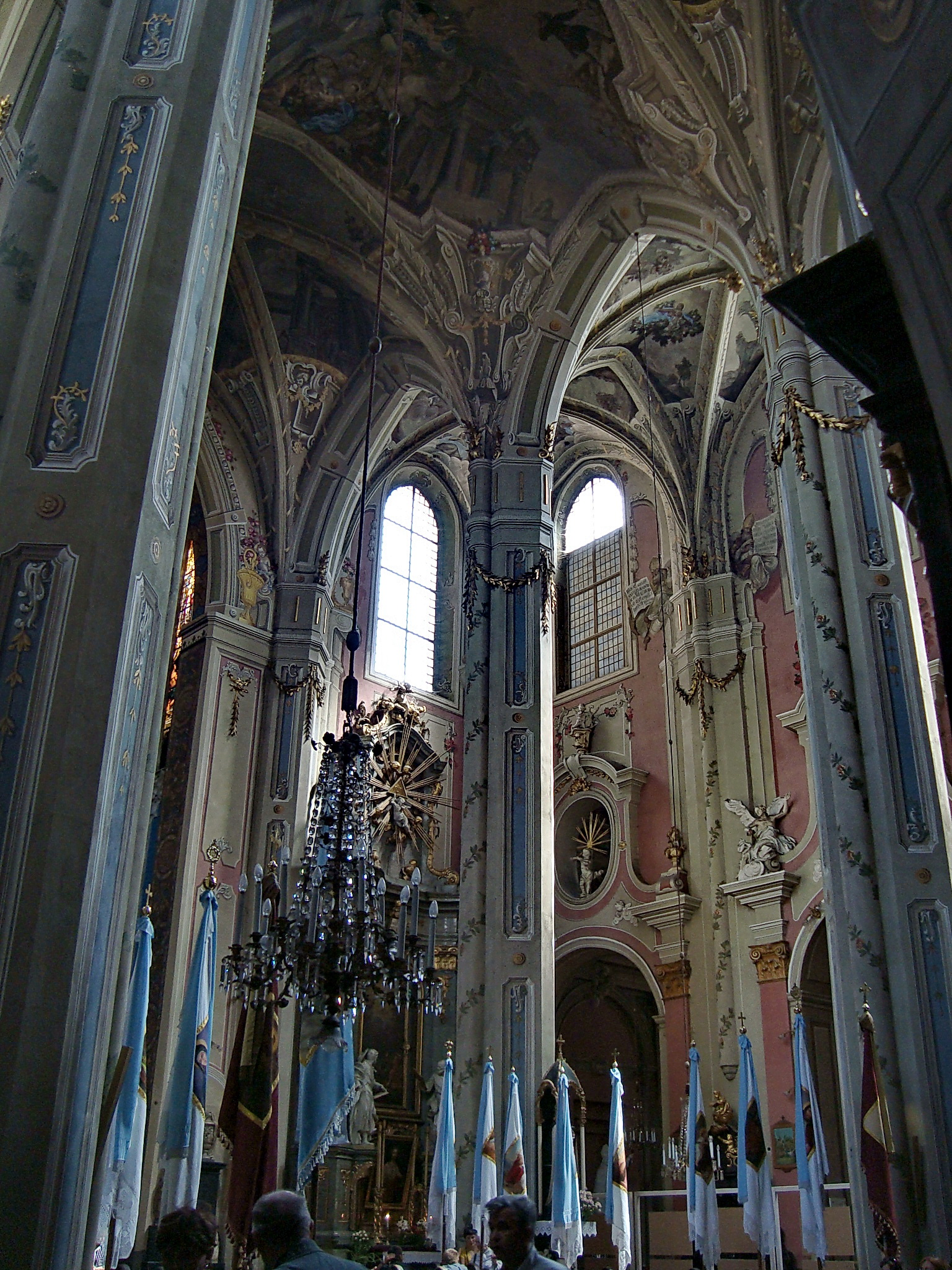
Елементи готичного вистрою Латинського собору

Готична архітектура Львівської області була започаткована у XIV ст. і є унікальним явищем на теренах сучасної України, де збереглись лічені фрагменти готичних будівель.

### Цивільна забудова
До середини XV ст. в основному завершилась забудова парцель на площі Ринок, прилеглих головних вулицях. У значній частині будівель Середмістя донині збереглись готичні фундаменти, мури нижніх ярусів давніх кам'яниць. Готичну забудову сильно пошкодила Велика пожежа 1527 року. При відбудові було використано вцілілі мури готичних кам'яниць. Декотрі фрагменти готичних мурів було виявлено при реконструкції забудови межі ХІХ-ХХ ст. Сьогодні зондажі із елементами готичної забудови можна віднайти на площі Ринок, вулицях Сербській), Руській. У палаці Корнякта збереглась єдина на теренах України пам'ятка світської архітектури XV ст. — готична зала.
На площі Ринок після пожежі 1381 була вимурувана центральна частина ратуші. Нове крило ратуші (1489), вежу (1491) вимурував будівничий Ганс Штехер разом з 17 челядниками. У місті вимурували будівлі міського шпиталю (1377), школи хлопчиків (1382), лазні. Місто отримало систему водогонів (1404–1407), міські криниці, каналізаційні канали.

## Сакральна забудова
Найдавнішим готичним костелом міста імовірно був костел Марії Сніжної, вперше згаданий 1344 року. У Львові було закладено пам'ятку архітектури національного значення, найдавніший готичний храм України — Латинський собор (до 1380-х рр.), чиє будівництво тривало до 1493 року. Він єдиний дійшов до наших днів у перебудованому стані. Також було вимурувано готичні костели францисканців (1363–1460), домініканців (з 1407), шпитальні Св. Духа (1417), Станіслава (1460) з відкритим цегляним муруванням, друга будівля Успенської церкви (до 1421), кам'яні собори вірменський (1363), св. Юра (1363–1437). Ці костели були розібрані впродовж 1770-х рр. — середини ХІХ ст. Схематичне їхнє зображення збереглось лише на декількох панорамах XVII–XVIII ст. З згадок у міських книгах відомі імена будівничих готичного Львова — Ничко (1385), Дорінг (1363), Микола Ґонзаґе з Вроцлава (1404), Микола Чех (1407).

### Мілітарна забудова
Дві лінії оборони міста з Високого і Низького мурів з 28 вежами, 16 бастеями були збудовані до 1445 під керівництвом майстрів Ванденштейна, Юдентоттера. Ян Шиндлер збудував барбакани біля зовнішніх частин міських брам — Галицької і Краківської (1476). Для тренування міщан вимурував цельштадт (1420-і рр.), а для виготовлення і зберігання зброї Міський арсенал (1430). У 1360-х роках було остаточно сформовано забудову Високого замку, Низького замку, який став резиденцією короля і королівського старости.

## Галерея

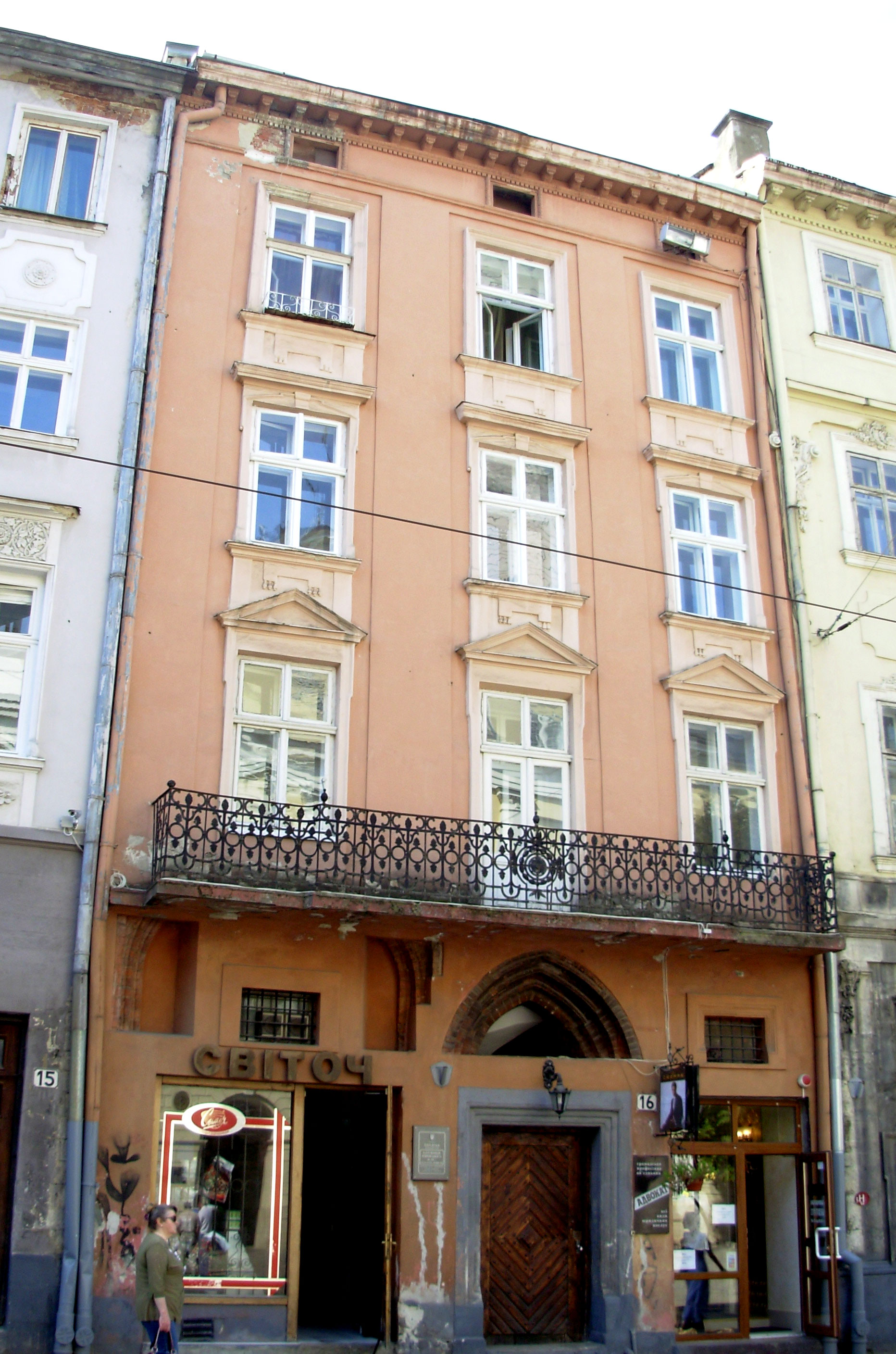
Кам'яниця Рорайського із зондажами готичної забудови
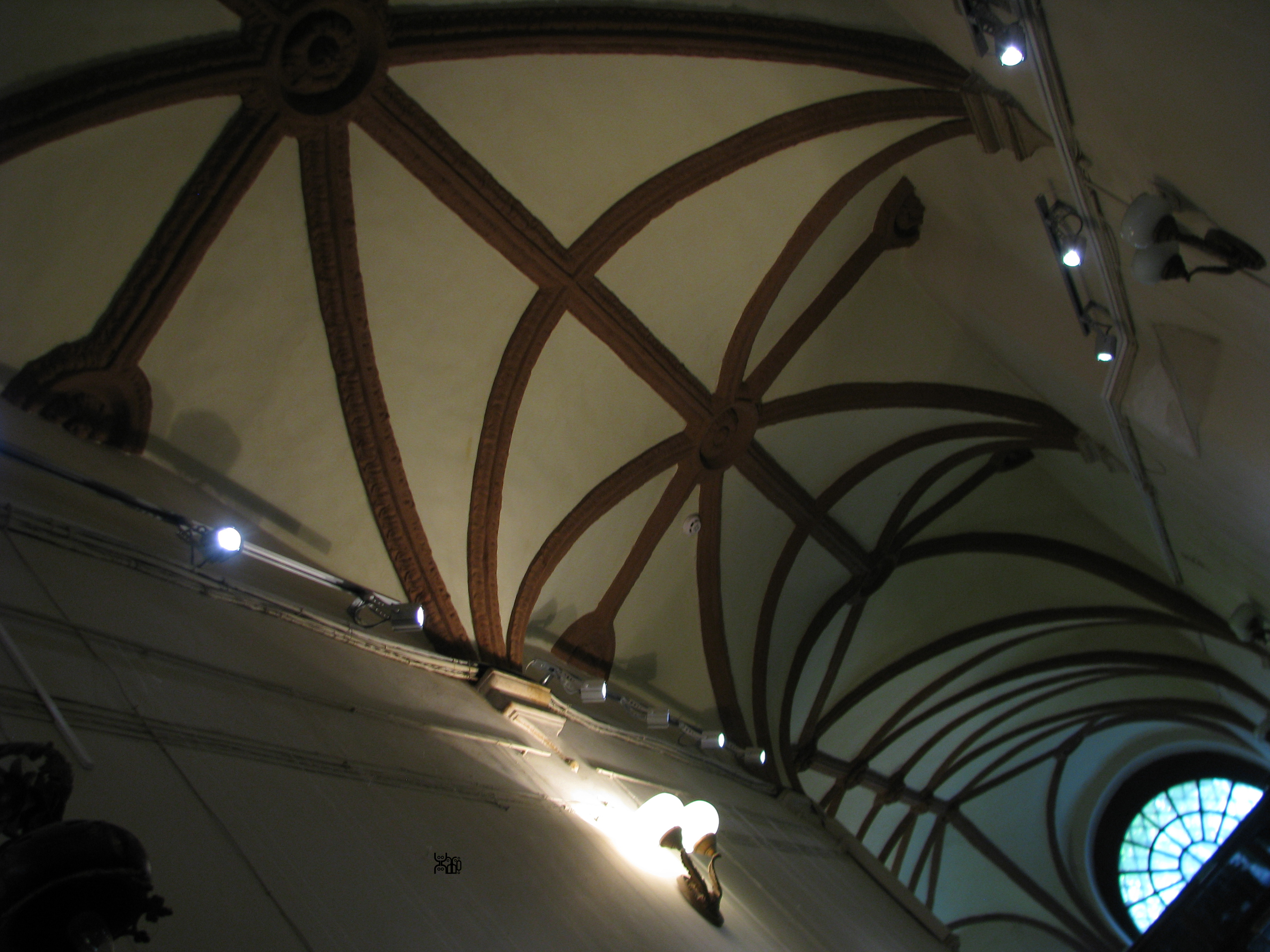
Готичні склепіння у палаці Корнякта
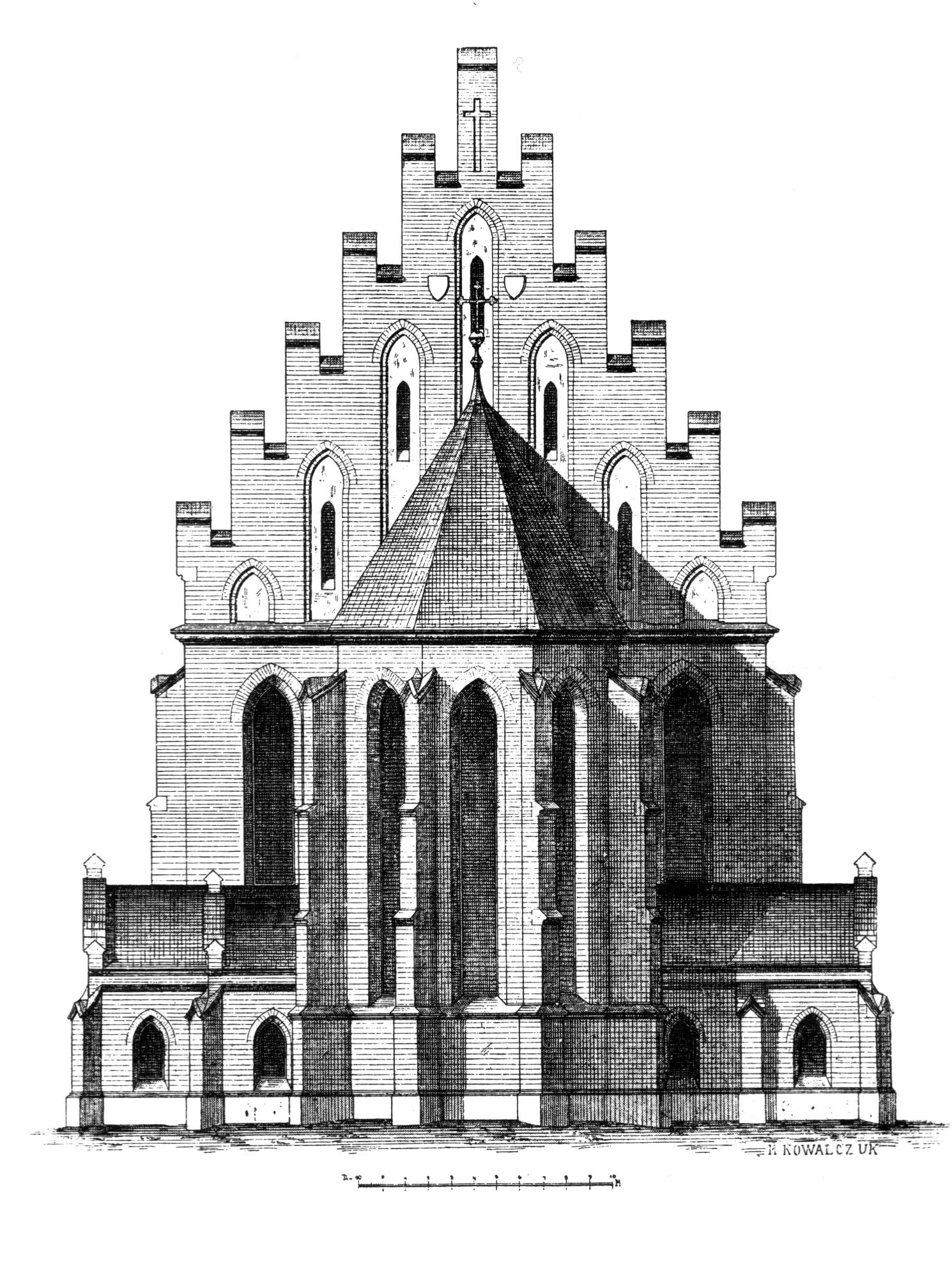
Реконструкція готичного латинського собору М. Ковальчука
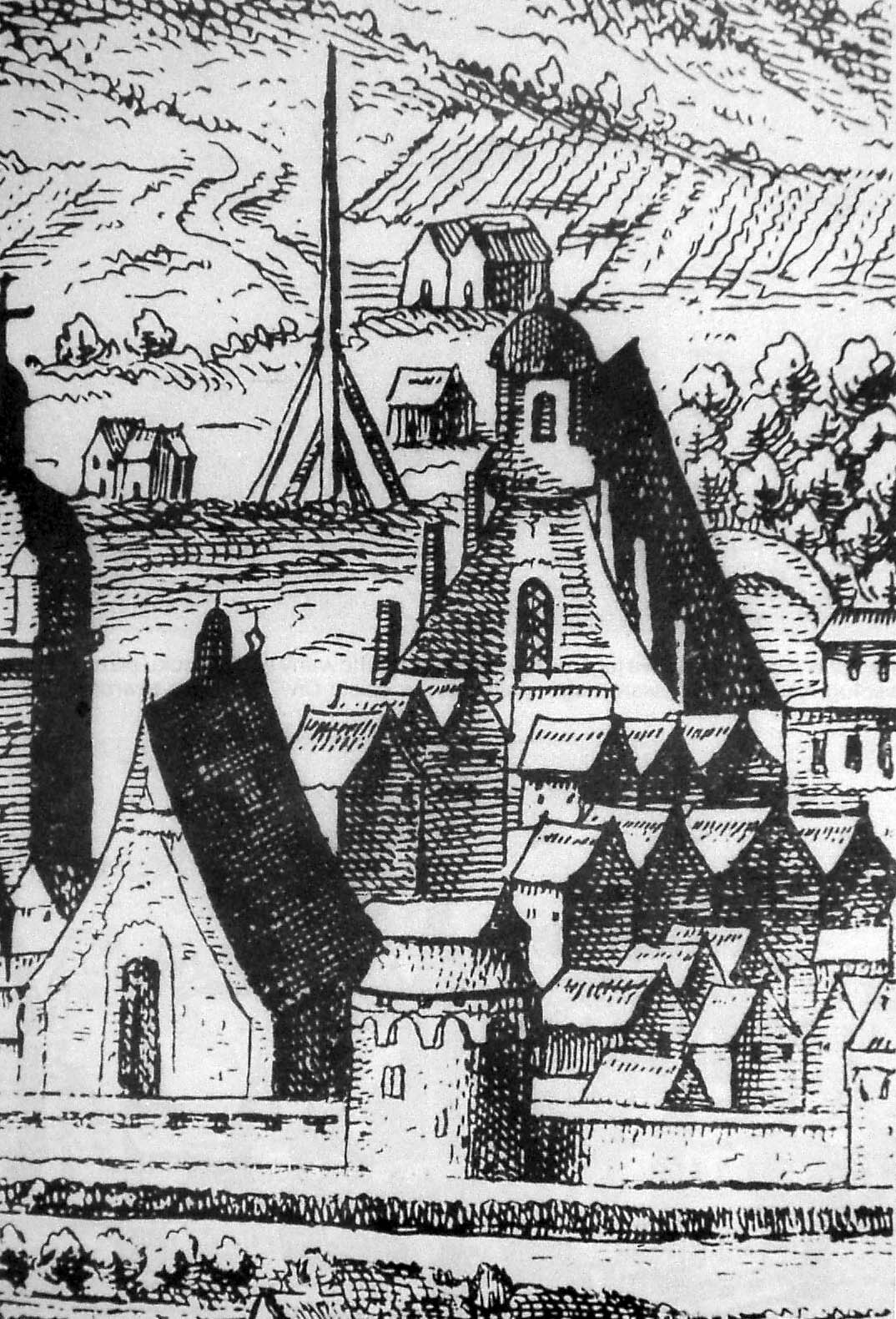
Готичні костели францисканців (спереду) і домініканців на панорамі початку XVII ст.
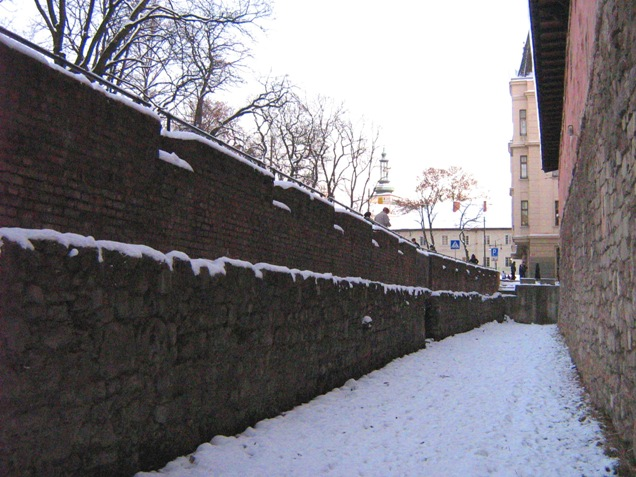
Низький мур біля Міського арсеналу
- Високий мур позаду Міського арсеналу